# Plynovod
Plynovod je soustava potrubí pro rozvod plynu, typicky zemního plynu, na delší vzdálenosti. Ve srovnání se železnicí je doprava plynu pomocí plynovodu levnější. Plynovod bývá veden pod zemským povrchem, nad zemí je veden pouze v úsecích, kde je to nezbytné nebo efektivní (např. překonání větších toků nebo v průmyslových areálech).

## Plynovody v Evropě
- z Ruska do Evropy:

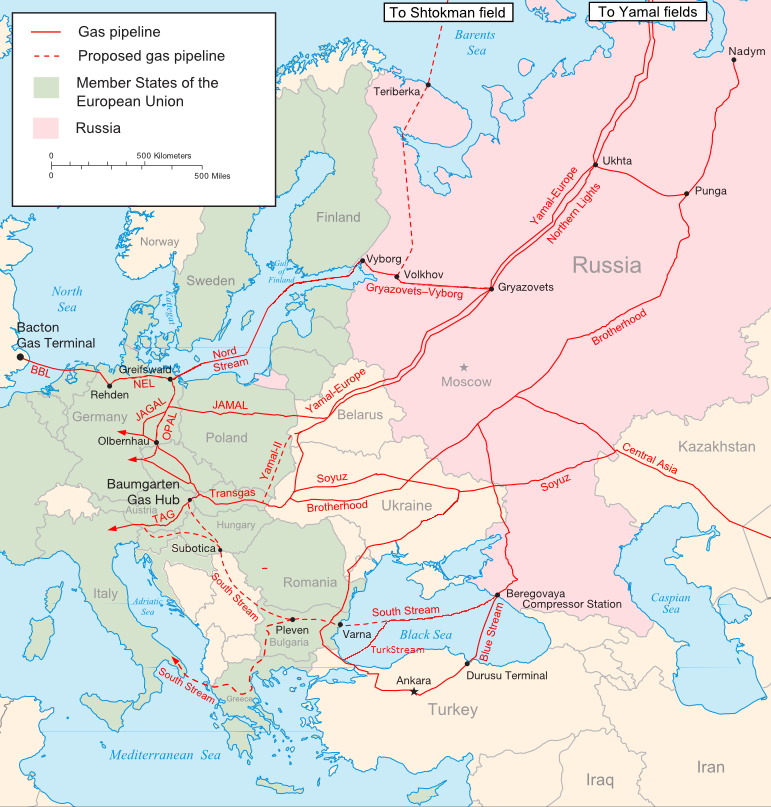
Plynovody z Ruska do Evropy (2021).

  - Bratrství (od 1967, tranzitní plynovod od 1973, jižní větev z trubek Mannesmann od 1988) s plynovody Progress a Sojuz, vedoucí paralelně k plynovodu Urengoj - Pomary - Užhorod (též známý jako Severosibiřský nebo Transsibiřský plynovod) z roku 1984 (urengojské ložisko objeveno roku 1966)
  - Sojuz – od 1979
  - Jamal – ze Severní Sibiře do Německa, vede paralelně k plynovodu Northern Lights (od 1997)
  - Nord Stream 1 – z ruského Vyborgu do německého Greifswaldu (od 2011)
  - Nord Stream 2
  - JAGAL
  - OPAL – od 2011
  - TurkStream – od 2020
  - Blue Stream – přes Černé moře do Turecka
- z Norska do Evropy:
  - Norpipe – od 1975 ropa (z pole Ekofisk), od 1977 plyn
  - Europipe I – od 1995
  - Europipe II – od 1999
- z Afriky do Evropy
  - MEG – Maghreb – Evropa (od 1996)
  - Greenstream – od 2004
  - Medgaz – od 2010
- v Evropě:
  - Gazela – mezi Německem a Českou republikou (od 2013)
  - MEGAL – mezi Českou republikou a Německem, Rakouskem a Německem, na hranici Německa s Francií (od 1980)
  - Stork II – připravovaný mezi Českou republikou a Polskem
  - BACI – opuštěný projekt pro napojení plynovodu Stork II na Rakousko
- plánované:
  - Nabucco z Turecka do Rakouska
  - South Stream z Ruska přes Černé moře, Bulharsko a Srbsko do Itálie

## Rozdělení

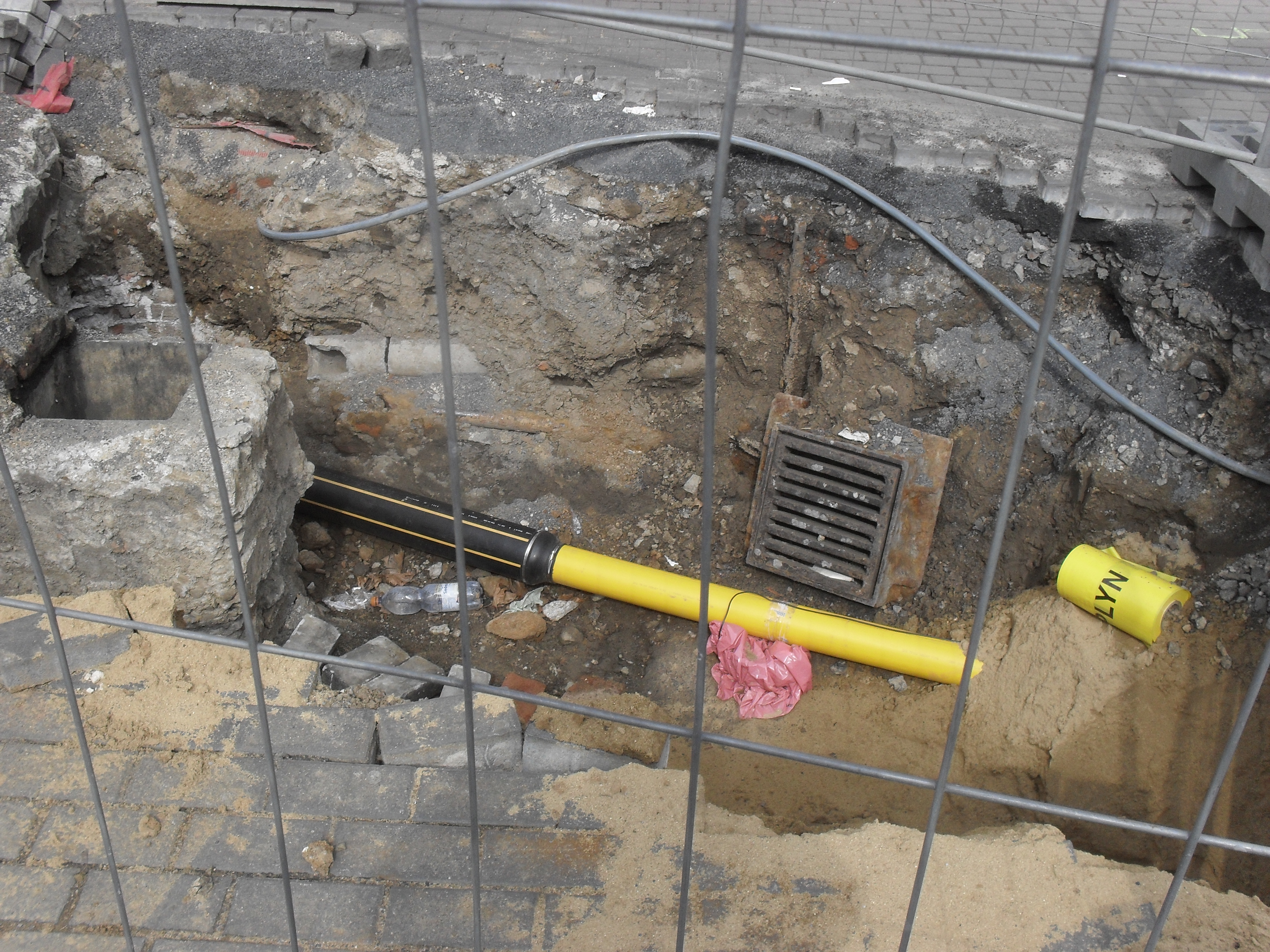
Místní plynovod z moderních plastových trubek: žlutá výstražná fólie má upozornit kopáče na nebezpečí překopnutí trubky

### Podle účelu
- Tranzitní
- Mezistátní
- Dálkový
- Místní
- Průmyslový
- Domovní

### Podle tlaku
- Skupina plynovodů A – plynovody s tlakem do 16 bar
  - A1 – nízkotlaké plynovody do 0,05 bar včetně (NTL)
  - A2 – středotlaké plynovody nad 0,05 bar do 4 bar včetně (STL)
  - A3 – vysokotlaké plynovody nad 4 bar do 16 bar včetně (VTL)
- Skupina plynovodů B – plynovody s tlakem nad 16 bar
  - B1 – vysokotlaké plynovody nad 16 bar do 40 bar včetně (VTL)
  - B2 – vysokotlaké plynovody nad 40 bar do 100 bar včetně (VTL)

## Materiály
Pro vnitřní rozvod plynu se může používat buď ocelové nebo měděné potrubí. Z důvodu požární bezpečnosti se nesmí používat plasty.
Pro místní plynovod se může použít polyethylen.
Pro tranzitní, mezistátní a dálkové plynovody se používá potrubí z oceli a spojuje se svařováním. Svary se poté ještě kontrolují například pomocí rentgenu či ultrazvuku.

## Armatury domovního plynovodu
- uzavírací – slouží k uzavírání nebo škrcení přívodu plynu. Montují se na začátku každého potrubí, na stoupačkách, na větvích a před plynovými spotřebiči
- filtrační – slouží k čištění protékajícího plynu od mechanických nečistot a prachu. Montují se před regulační zařízení
- zabezpečovací – slouží k samočinnému rychlému uzavření přívodu plynu při poklesu nebo překročení tlaku plynu pod nebo nad přípustnou hranici
- regulační – slouží k snižování a udržení provozního tlaku plynu na konstantní předem nastavené hodnotě
- pojistné – slouží k uvolnění nebezpečného přetlaku plynu z plynovodu do volného ovzduší

## Poškození
V září 2022 byl poškozen plynovod Nord Stream, vyšetřování potvrdilo sabotáž (úmyslné poškození). V roce 2023 byl poškozen plynovod Balticonnector, v podezření je čínská a ruská loď.